# Mission Odyssey
Mission Odyssey ist eine 26-teilige Zeichentrickserie rund um den antiken griechischen Helden Odysseus, die ab 4. September 2002 mittwochs auf dem französischen Fernsehsender M6 erstausgestrahlt wurde. Sie ist eine internationale Koproduktion des Senders mit der BAF Berliner Animation Film sowie der Marathon Animation aus Paris. Das Charakter-Design stammt von David Gilson. Die deutsche Erstausstrahlung erfolgte am 22. Februar 2008 im KiKA. Die zeitlich unbefristeten Rechte für fast alle Länder wurden 2009 von der Your Family Entertainment AG übernommen.

## Inhalt
Die Serie ist eine freie und kindgerechte Adaption von Homers Odyssee sowie anderer griechischen Sagen: Beginnend mit dem Sieg über Troja wird die Heimreise des Odysseus zu einem wahren Abenteuer. Der Meeresgott Poseidon hat mit Athene eine Wette abgeschlossen, wonach Odysseus und seine Mannschaft, bestehend aus dem gehörnten Fabelwesen Titan, Zephyr, dem Sohn eines Windgottes, der hellsichtigen Nisa, dem tollpatschigen Philo, und dem habgierigen Navigator Dates, sowie Diomedes und einer cleveren Eule, es aus eigener Kraft niemals nach Hause schaffen werden. Um dies auch sicherzustellen, mischt Poseidon in jeder Folge der Serie ein wenig mit, doch Athene erinnert Poseidon daran, dass direktes Eingreifen gegen ihre Wettregeln verstößt.
| Figur    | Deutscher Sprecher  |
| -------- | ------------------- |
| Odysseus | Dennis Schmidt-Foß  |
| Nisa     | Marie-Luise Schramm |
| Poseidon | Klaus Nietz         |
| Titan    | Tilo Schmitz        |
| Zephyr   | Robin Kahnmeyer     |
| Philo    | Viktor Neumann      |
| Dates    | Oliver Feld         |
| Penelope | Melanie Hinze       |

## Belege
1. ↑  Mission: Odyssey gathers excellent ratings on French channel M6. In: marathon.fr. 21. Oktober 2002, archiviert vom Original am 8. Oktober 2008; abgerufen am 8. Oktober 2008 (englisch).
2. ↑  http://www.presseportal.de/pm/6535/1138505/der_kinderkanal_ard_zdf